# Малі Кошелеї
Малі Кошеле́ї (рос. Малые Кошелеи, чув. Кĕçĕн Каçал) — присілок у складі Комсомольського району Чувашії, Росія. Входить до складу Комсомольського сільського поселення.
Населення — 711 осіб (2010; 697 у 2002).
Національний склад:
- чуваші — 73 %